# Ailoche
Ailoche település Olaszországban, Piemont régióban, Biella megyében. Lakosainak száma 307 fő (2023. január 1.). Ailoche Coggiola, Crevacuore, Guardabosone, Postua és Caprile községekkel határos.

## Népesség
A település népességének változása:
| Lakosok száma | 341  | 332  | 307  |
|               | 2017 | 2018 | 2023 |